# NOH8 Campaign
La NOH8 Campaign (dove NOH8 sta a significare "No Hate", ovvero "Nessun Odio" in lingua inglese) è una organizzazione no-profit statunitense il cui scopo è promuovere il matrimonio e l'uguaglianza di genere attraverso l'istruzione, la promozione, i social media e la protesta visiva.

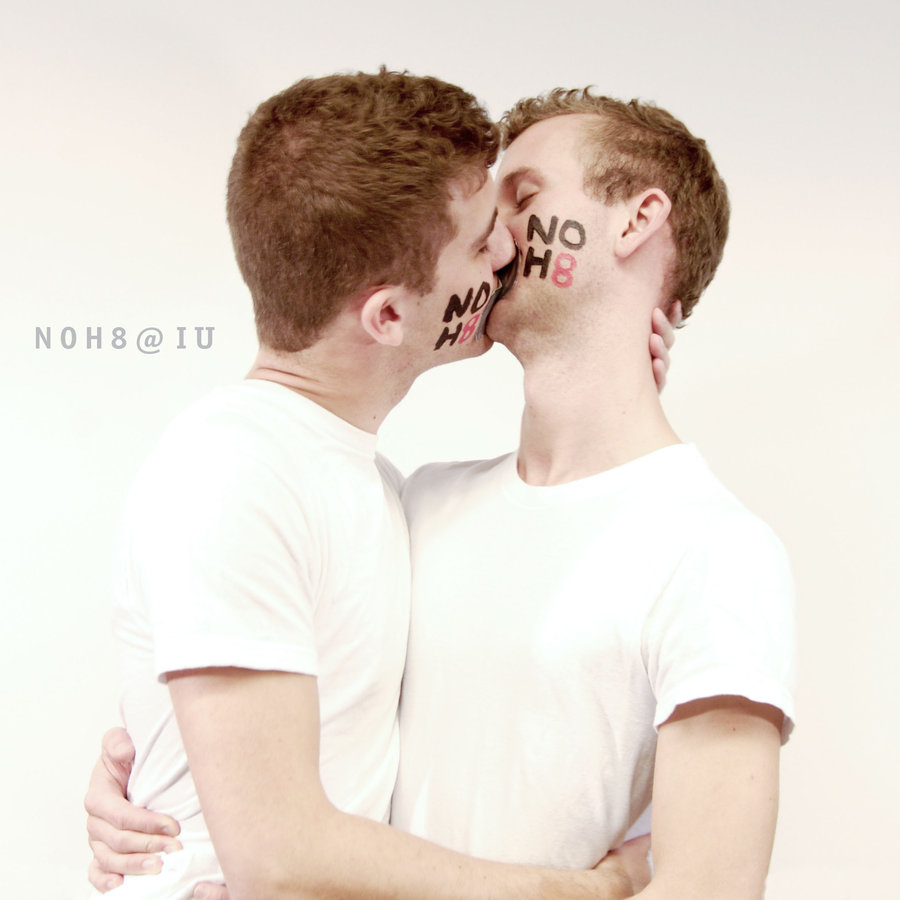
Foto di James Cummings (2009), per la NOH8 Campaign

La campagna ebbe inizio come protesta silenziosa ideata dal fotografo Adam Bouska e dal partner Jeff Parshley in risposta al passaggio della Proposition 8. Le foto immortalano persone con del nastro adesivo sulla bocca, a simbolizzare la loro voce messa a tacere dalla Proposition e da altre leggi analoghe nel resto del mondo, con la sigla "NOH8" dipinta sul collo in segno di protesta. La frase si riferisce a "H8" (leet di "odio"), abbreviazione di "Proposition H8" (pronunciato "proposition hate"), nomignolo usato dai critici della Proposition. Le foto sono state pubblicate sul sito web della campagna, così come su vari social network e anche come campagna online nel mondo virtuale di Second Life.
Per diffondere il messaggio di uguaglianza, le immagini sono state largamente utilizzate su diversi social network, come Facebook e Twitter. Alcuni fotografi e gruppi studenteschi hanno anche offerto i loro servizi fotografici. Le fotografie della campagna sono circolate in Internet e sui profili online di numerosi sostenitori. Al servizio fotografico hanno partecipato persone sia della comunità LGBT che non.

## Storia

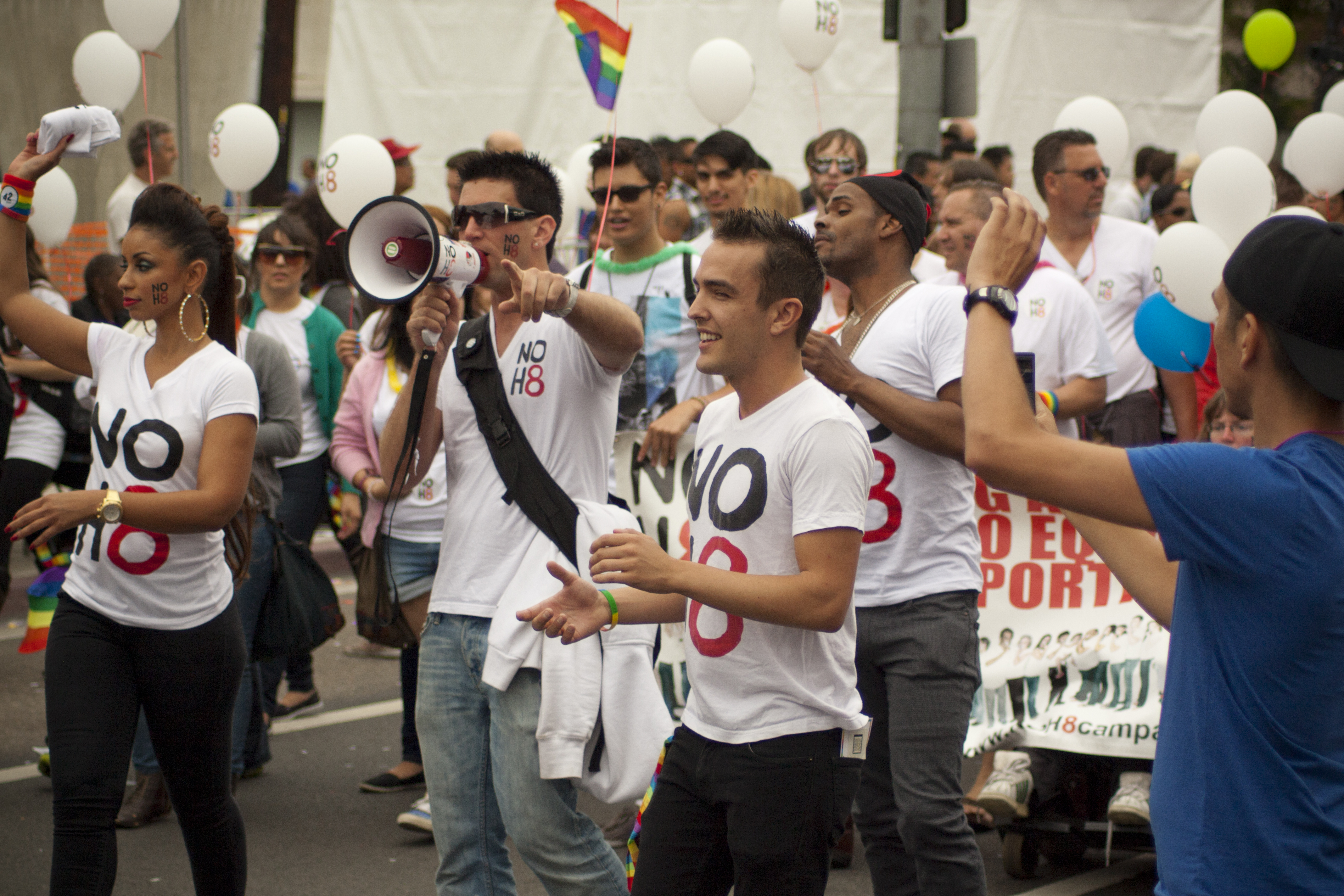
La NOH8 Campaign in occasione del LGBT Pride a Los Angeles nel 2011

Il 4 novembre 2008 la Proposition 8 è passata in California, abolendo il diritto di matrimonio tra persone dello stesso sesso. La sua approvazione ha provocato una ondata di iniziative da parte della comunità LGBT e la formazione di nuove organizzazioni di protesta, tra cui la NOH8 Campaign. Benché inizialmente ispirata dalla Proposition 8, lo scopo della campagna è stato allargato alla lotta alla discriminazione e al bullismo e alla promozione dell'accettazione sociale.
Il 25 maggio 2009 l'organizzazione ha trasmesso una prima pubblicità progresso relativa alla sua causa e in seguito, il 12 agosto dello stesso anno, una seconda pubblicità intitolata Coming Out.

## Il supporto delle celebrità

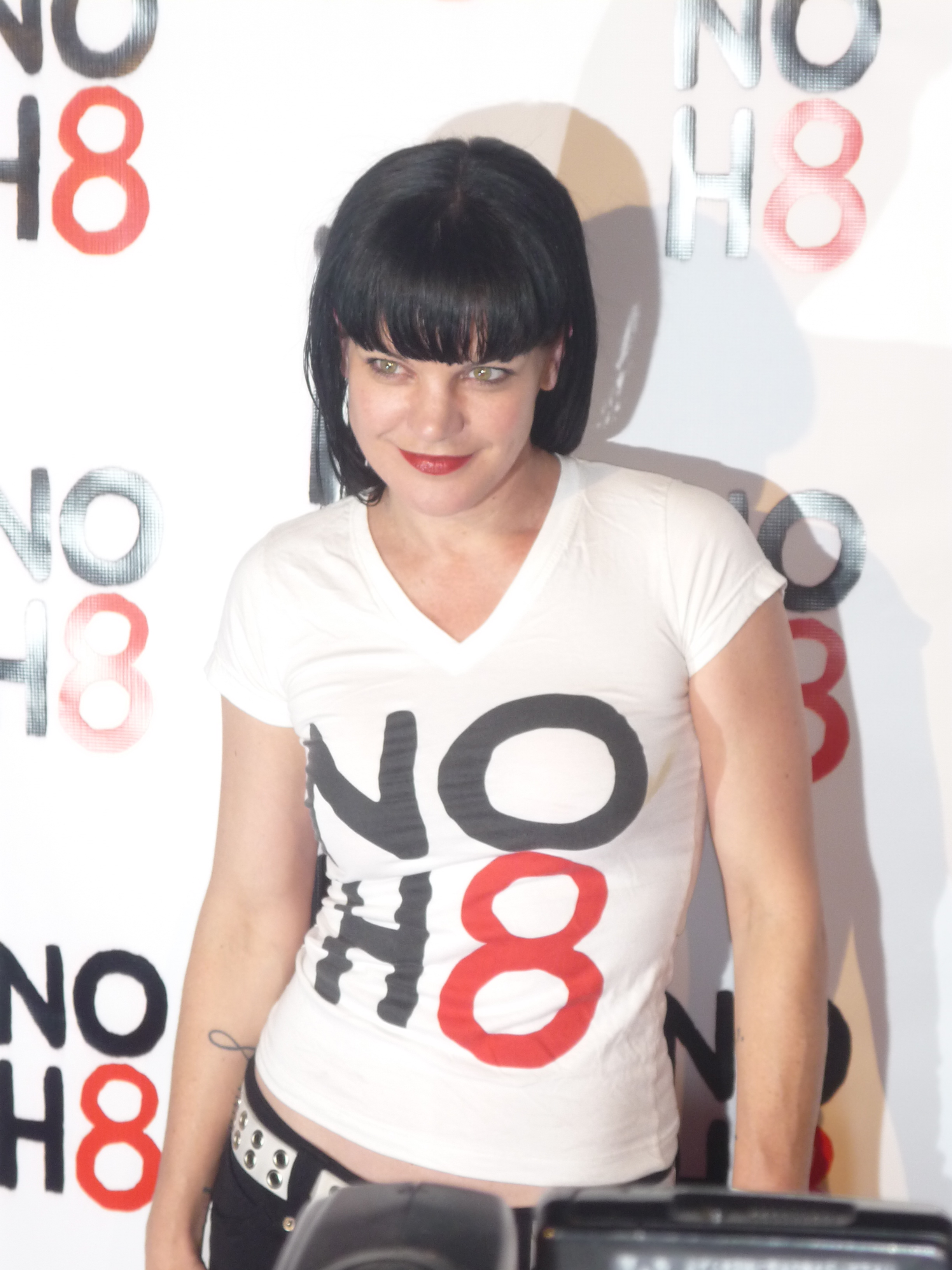
L'attrice Pauley Perrette ha partecipato alla NOH8 Campaign

Il ricavato dal video musicale Attention Please del 2011 del rapper Darryl McDaniels dei Run DMC e dell'attrice Pauley Perrette di NCIS sono stati donati alla campagna. Perrette ha sostenuto ulteriormente la campagna mettendo all'asta dei memorabilia e promuovendola a più riprese, ad esempio indossando un abito della campagna ai People's Choice Awards del 2011 e mettendo come immagine di sfondo e di profilo su Twitter una foto di protesta silenziosa.
Altre celebrità hanno partecipato alla campagna, tra cui Paul Stanley, Larry King, Gene Simmons, Cindy McCain, Meghan McCain, Alan Cumming, Chris Kluwe, Josh Hutcherson, "Weird Al" Yankovic, Kathy Griffin, Idina Menzel, Ricky Martin, Mayra Veronica, Kat Von D, Nikki Sixx, Slash, Mark Hoppus, Jonathan Scott, James Maslow, Kendall Schmidt e 64 membri del House Democratic Caucus.
Nel febbraio del 2014 Darren Young, primo wrestler della WWE a fare coming out pubblicamente durante la propria carriera, ha indossato una felpa della campagna durante l'incontro WWE Elimination Chamber 2014, e nell'aprile 2014 numerosi altri wrestler della WWE hanno preso parte al servizio fotografico per promuovere la campagna.